# Bloodfist VIII: Addestrato per uccidere
Bloodfist VIII: Addestrato per uccidere (Bloodfist VIII: Trained to Kill) è un film statunitense del 1996 diretto da Rick Jacobson. È il nono e penultimo film della serie Bloodfist e l'ultimo con Don Wilson.

## Trama
L'ex agente della CIA Rick Cowan vive una vita sotto falso nome come un'insegnante di scuola superiore. Quando Rick viene aggredito da alcuni ex colleghi a causa della sua conoscenza che possiede e suo figlio viene rapito, riprende la sua vecchia vita e suo figlio scopre la vera identità di suo padre.